# Haussire
De Haussire of Col de Haussire is de naam voor drie beklimmingen in het wielrennen naar het hoogste punt van een verharde weg in La Roche-en-Ardenne in de Waalse Ardennen. De top van de verharde weg ligt op 498 meter hoogte. Dit punt vormt geen heuveltop, noch is het een zadel tussen twee heuveltoppen. De top van de beklimming ligt op de flank van een hoger gelegen plateau dat bij de Baraque Fraiture (651 m, tien kilometer verder) zijn hoogste punt bereikt. De "Col de Haussire" ligt wel op het waterscheidingspunt tussen de Royin en de Pierreux, twee beken die uitmonden in de Ourthe.

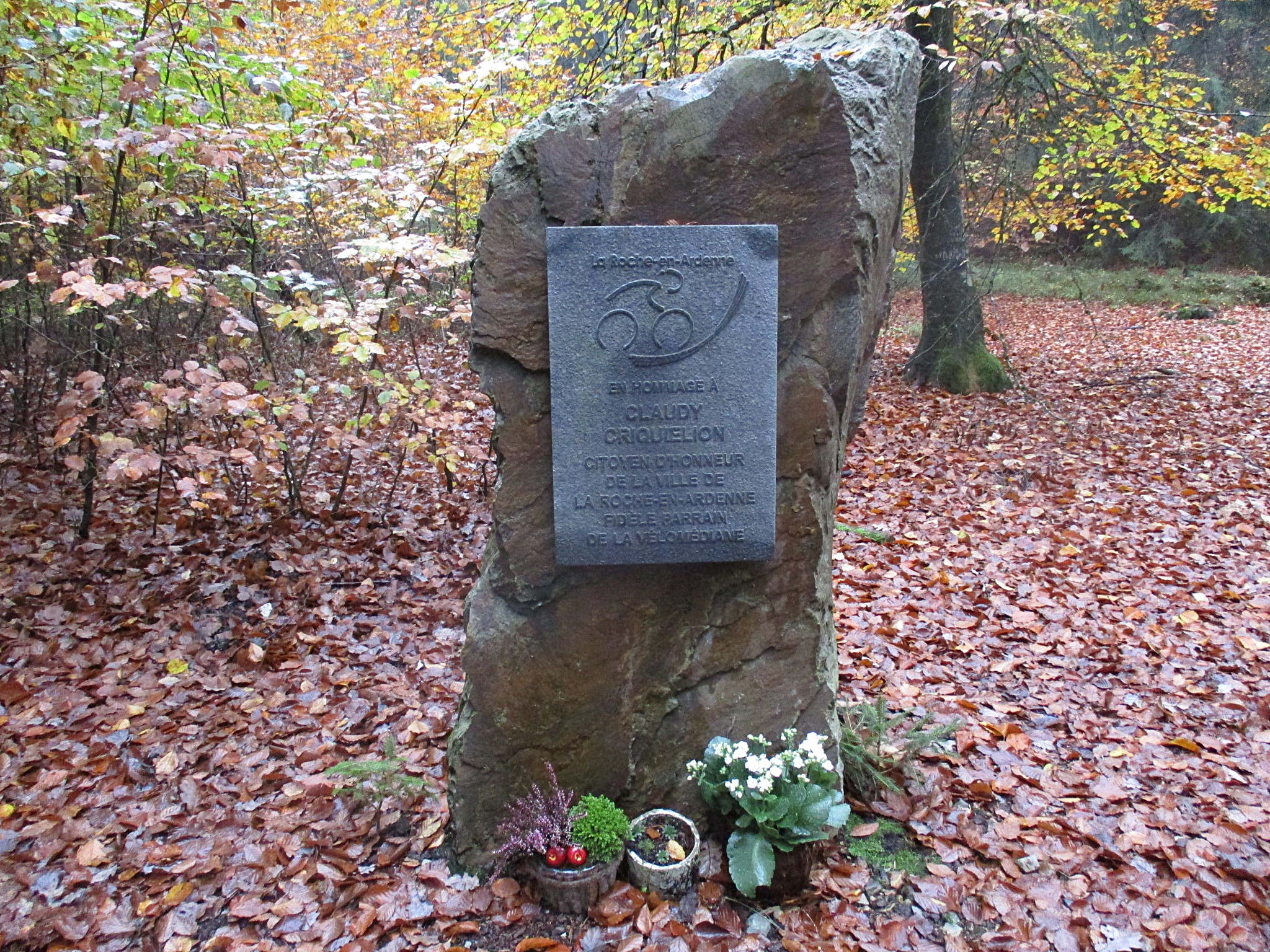
Monument voor Claude Criquielion op de top van de Col de Haussire.

De Haussire kan langs drie verschillende wegen beklommen worden. De drie verschillende beklimmingen starten allen in de Ourthe-vallei. Langs de westzijde, de Haussire-Ouest, is de beklimming 5.400 meter lang met een gemiddeld stijgingspercentage van 5,1% en een maximaal stijgingspercentage van 15%. Deze beklimming volgt het dal van de Royin-beek.
Langs de zuidzijde, de Haussire-Sud, heeft de beklimming een lengte van 3.900 meter, een gemiddeld stijgingspercentage van 7% en een maximaal stijgingspercentage van 13%. Langs de zuidwestzijde, de Haussire-Sud-Ouest, heeft de beklimming een lengte van 4.600 meter, een gemiddeld stijgingspercentage van 6% en een maximaal stijgingspercentage van 14%. Beide hellingen vervoegen mekaar op anderhalve kilometer voor de top. De beklimming Haussire-Sud ligt volledig in de vallei van de Ruisseau de Pierreux.
De drie beklimmingen zijn opgenomen in de COTACOL met de duizend zwaarste wielerbeklimmingen van België. De Haussire-Sud-Ouest kreeg hierin de hoogste score en werd bijgevolg uitgeroepen tot de zwaarste beklimming van België. De beklimmingen worden regelmatig opgenomen in wielerwedstrijden, zoals Luik-Bastenaken-Luik, maar ook in amateurkoersen zoals de Vélomédiane Claude Criquielion.
Op de zogeheten top staat een monument voor Claude Criquielion, een wielrenner uit de streek die naast het wereldkampioenschap ook de Ronde van Vlaanderen en de Waalse Pijl won. Vanuit dit punt kan men via onverharde wegen verder doorstijgen in de richting van Samrée.
Côte de Saint-Roch · Col de Haussire · Côte de Mont-le-Soie · Côte de Wanne · Côte de Stockeu · Côte de la Haute-Levée · Côte du Rosier · Côte de la Redoute · Côte de Desnié · Côte des Forges · Côte de Cornemont · Côte de la Roche-aux-Faucons

Voormalige beklimmingen: Côte de Ny · Côte de la Roche-en-Ardenne · Côte de la Vecquée · Côte du Maquisard · Mont-Theux · Côte de Colonster · Côte de Sprimont · Côte du Sart-Tilman · Côte de Saint-Nicolas · Côte de la Rue Naniot · Ans